# クレイグ・シェイファー
クレイグ・シェイファー（Craig Sheffer 1960年4月23日 - ）は、アメリカ合衆国の俳優。クレイグ・シェーファーとも表記される。

## 来歴
ペンシルベニア州ヨーク出身。幼い頃から俳優に憧れ、地方劇団に出演していた。
1980年、ニューヨークに渡り様々な仕事をしながら俳優を目指すが、1985年に神経衰弱による引きこもりに陥ってしまう（後にこの時の経験を初監督映画『ワイルド・クライムズ』(2007年)にて描いている）。それを何とか克服して、『BAD/傷だらけの疾走』で映画デビューし、『リバー・ランズ・スルー・イット』でブラッド・ピット扮する主人公の兄役を演じて注目される。
以降出演している映画やテレビドラマは、日本では劇場未公開などあまり知られていないものが多い。

### プライベート
元パートナーは女優のガブリエル・アンウォー。彼女との間に娘を1人もうけている。2003年から2004年にかけて15歳年上の女優リー・テイラー＝ヤング (ライアン・オニールの元妻) と結婚していた。

## 主な出演作品
| 公開年    | 邦題 原題                                                   | 役名                   | 備考                               |
| --------- | ----------------------------------------------------------- | ---------------------- | ---------------------------------- |
| 1985      | BAD/傷だらけの疾走 That Was Then... This Is Now             | ブライアン・ダグラス   |                                    |
| 1986      | 禁じられた恋 Fire with Fire                                 | ジョー                 |                                    |
| 1987      | 恋しくて Some Kind of Wonderful                             | ハーディ               |                                    |
| 1988      | 傷だらけの青春 Split Decisions                              | エディ                 |                                    |
| 1990      | ミディアン Nightbreed                                       | アーロン               |                                    |
| 1991      | アイ・オブ・ザ・ストーム Eye of the Storm                   | レイ                   |                                    |
| 1992      | リバー・ランズ・スルー・イット A River Runs Through It      | ノーマン・マクリーン   |                                    |
| 1993      | ファイヤー・イン・ザ・スカイ/未知からの生還 Fire in the Sky | アラン                 |                                    |
| 1993      | クォーターバック The Program                                | ジョー・ケイン         |                                    |
| 1993      | サンドラ・ブロック in アマゾン Fire on the Amazon           | R.J.                   |                                    |
| 1993      | ロードランナー The Road Killers                             | クリフ                 |                                    |
| 1994      | スリープ・ウィズ・ミー Sleep with Me                        | フランク               |                                    |
| 1995      | 遥かなる栄光 In Pursuit of Honor                            | マーシャル・バクストン | テレビ映画                         |
| 1995      | ブラッドノット/影を殺した女 Bloodknot                       | マイク                 | テレビ映画                         |
| 1995      | 共犯者 The Grave                                            | キング                 |                                    |
| 1996      | 真夏の出来事 Head Above Water                               | ランス                 |                                    |
| 1996      | ミス・エバーズ・ボーイズ～黒人看護婦の苦悩 Miss Evers' Boys | ダグラス               | テレビ映画                         |
| 1998      | ダブル・テイク Double Take                                  | コナー                 |                                    |
| 1998      | 疑惑の幻影 Shadow of Doubt                                  | レイラード             |                                    |
| 2000      | ディープ・コア2000 Deep Core 2000                           | ブライアン・グッドマン |                                    |
| 2000      | ヘルレイザー ゲート・オブ・インフェルノ Hellraiser: Inferno | ジョセフ・ソーン       |                                    |
| 2001      | デンジャーゾーン タービュランス3 Turbulence 3: Heavy Metal  | ニック                 |                                    |
| 2001      | フライング・ヴァイラス Flying Virus                         | マーティン             |                                    |
| 2001      | デス・ヴィレッジ Ritual                                     | ポール                 |                                    |
| 2003      | ドラキュリアII 鮮血の狩人 Dracula II: Ascension             | ロウル教授             |                                    |
| 2004      | ザ・ヴァイキング 魔王復活 Berserker                         | ボア                   |                                    |
| 2003-2012 | One Tree Hill                                               | キース・スコット       | テレビシリーズ、65エピソードに出演 |
| 2005      | ナチス諜報戦線 機密奪還 The Second Front                    | フランク               |                                    |
| 2005      | INTO THE WEST イントゥー・ザ・ウエスト Into the West        | ロバート               | テレビ・ミニシリーズ               |
| 2008      | ワイルド・クライムズ American Crude                         |                        | 監督・脚本                         |
| 2008      | チェイス・ヴァニッシャー Love Lies Bleeding                 | モートン               |                                    |
| 2008      | アライブ While She Was Out                                  | ケネス                 |                                    |
| 2012      | バッド・アス Bad Ass                                        |                        |                                    |
| 2012      | パニック・スカイ フライト411 絶体絶命 The Mark              | チャド・ターナー       |                                    |
| 2016      | 沈黙の粛清 Code of Honor                                    | ウィリアム・ポーター   | [ 3 ]                              |